# Qeshlāq Amīr Khānlū-ye Qarah Saqqāl
Qeshlāq Amīr Khānlū-ye Qarah Saqqāl (persiska: قِشلاق اَمير خانلوی قَرَه سَقّال) är en ort i Iran.   Den ligger i provinsen Ardabil, i den nordvästra delen av landet, 500 km nordväst om huvudstaden Teheran. Qeshlāq Amīr Khānlū-ye Qarah Saqqāl ligger 156 meter över havet och antalet invånare är 121.
Terrängen runt Qeshlāq Amīr Khānlū-ye Qarah Saqqāl är lite kuperad. Runt Qeshlāq Amīr Khānlū-ye Qarah Saqqāl är det ganska glesbefolkat, med 35 invånare per kvadratkilometer. Närmaste större samhälle är Pārsābād, 14,7 km norr om Qeshlāq Amīr Khānlū-ye Qarah Saqqāl. Trakten runt Qeshlāq Amīr Khānlū-ye Qarah Saqqāl består till största delen av jordbruksmark.